# León de Oro (Bienal de Arte de Venecia)
El León de Oro (en italiano: "Leone d'Oro") es el nombre del premio más importante que se concede en la Bienal de Venecia. En la actualidad existen dos modalidades de León de Oro, el otorgado al mejor pabellón nacional en el marco de la Bienal de Arte de Venecia y el otorgado Festival Internacional de Cine de Venecia, ambos celebrados en el ámbito de la Bienal en la ciudad Venecia, Italia.
A lo largo de la Bienal de Venecia, se otorgan diferentes premios. El reconocimiento más prestigioso que se puede obtener en la Bienal de Venecia es el León de Oro. El premio se otorga a la mejor participación nacional o pabellón dentro de la Exposición Internacional de Arte de Venecia en la Bienal de Venecia. Desde su fundación en 1895, la Bienal de Venecia ha otorgado varios premios. A partir de 1938 de formalizó el reconocimiento bajo el nombre de "Gran Premio", que se entregó hasta la edición de 1968. Ese fue el último año debido a protestas políticas e intelectuales. Por lo que hasta el año 1986 no hubo premio. En 1986 ya el premio principal pasó a llamarse el León de Oro.
| Edición | Fechas | Dirección Artística             | Curaduría Exposición Central                 | Premios | Pabellón Nacional País Ganador             |
| ------- | ------ | ------------------------------- | -------------------------------------------- | --- | ------------------------------------------ |
| 58.ª    | 2019   | Ralph Rugoff                    | Vive Tiempos Interesantes                    | - León de Oro para el mejor artista de la Bienal: Arthur Jafa. - León de Plata para el artista joven más prometedor: Haris Epaminonda. - León de Oro Honorífico: Jimmie Durham. - León de Oro para la mejor participación nacional: Pabellón de Lituania. | Lituania                                   |
| 57.ª    | 2017   | Christine Macel                 | Viva Arte Viva                               | - León de Oro para el mejor artista de la Bienal: Franz Erhard Walther. - León de Plata para el artista joven más prometedor: Hassan Khan. - León de Oro Honorífico: Carolee Schneemann. - León de Oro para la mejor participación nacional: Pabellón de Alemania con Anne Imhof. | Alemania                                   |
| 56.ª    | 2015   | Okwui Enwezor                   | Todos los Futuros del Mundo                  | - León de Oro para el mejor artista de la Bienal: Adrian Piper. - León de Plata para el artista joven más prometedor: Im Heung-soon. - León de Oro Honorífico: El Anatsui. - León de Oro para la mejor participación nacional: Pabellón de Armenia. | Armenia                                    |
| 55.ª    | 2013   | Massimiliano Gioni              | El Palacio Enciclopédico                     | - León de Oro para el mejor artista de la Bienal: Tino Sehgal. - León de Plata para el artista joven más prometedor: Camille Henrot. - León de Oro Honorífico: Marisa Merz y Marisa Lassnig. - León de Oro para la mejor participación nacional: Pabellón de Angola. | Angola                                     |
| 54.ª    | 2011   | Bice Curiger                    | Iluminaciones                                | - León de Oro para el mejor artista de la Bienal: Christian Marclay. - León de Plata para el artista joven más prometedor: Haroon Mirza. - León de Oro Honorífico: Sturtevant y Franz West. - León de Oro para la mejor participación nacional: Pabellón de Alemania en la Bienal de Venecia con Christoph Schlingensief. | Alemania                                   |
| 53.ª    | 2009   | Daniel Birnbaum                 | Creando Mundos                               | - León de Oro para el mejor artista de la Bienal: Tobias Rehberger. - León de Plata para el artista joven más prometedor: Nathalie Djurberg. - León de Oro Honorífico: Yoko Ono y John Baldessari. - León de Oro para la mejor participación nacional:Pabellón de Estados Unidos con Bruce Nauman. | Estados Unidos                             |
| 52.ª    | 2007   | Robert Storr                    | Piensa con los Sentidos, Siente con la Mente | - León de Oro para el mejor artista de la Bienal: León Ferrari. - León de Oro a mejor artista joven: Emily Jacir. - León de Oro para crítico de arte por su aportación al Arte contemporáneo: Benjamin H.D. Buchloh. - León de Oro Honorífico: Malick Sidibé. - León de Oro para la mejor participación nacional: Pabellón de Hungría con Andreas Fogarasi. | Hungría                                    |
| 51.ª    | 2005   | Maria de Corral y Rosa Martinez |                                              | - León de Oro Honorífico: Barbara Kruger. - León de Oro para la mejor participación nacional: Pabellón de Francia con Annette Messager. - León de Oro Honorífico: Thomas Schütte. - León de Oro Artista Joven (menor de 35): Regina José Galindo. | Francia                                    |
| 50.ª    | 2003   | Francesco Bonami                |                                              | - León de Oro Honorífico: Michelangelo Pistoletto y Carol Rama. - León de Oro para la mejor participación nacional (Pabellón): Luxembourg (Su-Mei Tse) - León de Oro por mejor trabajo mostrado: Peter Fischli y David Weiss - León de Oro para artistas menores de 35 años: Oliver Payne and Nick Relph - León de Oro para artista joven de origen italiano: Avish Khebrehzadeh | Luxemburgo                                 |
| 49.ª    | 2001   | Harald Szeemann                 | La Estabilidad de la Raza Humana             | - León de Oro Honorífico: Richard Serra and Cy Twombly - León de Oro para la mejor participación nacional (Pabellón): Germany - Premio Internacional: Janet Cardiff and George Bures Miller, Marisa Merz, Pierre Huyghe - Premio Especial: Yinka Shonibare, Tiong Ang, Samuel Beckett / Marin Karmitz, Juan Downey - Special awards for young artists: Federico Herrero, Anri Sala, John Pilson, Al-53167 - Premia Fondazione Panathlon Domenico Chiesa: Urs Lüthi | Alemania                                   |
| 48.ª    | 1999   | Harald Szeemann                 |                                              | - León de Oro Honorífico: Louise Bourgeois and Bruce Nauman - León de Oro para la mejor participación nacional: Pabellón de Italia - Premio Internacional: Doug Aitken, Cai Guo-Qiang, Shirin Neshat - Premios Especiales Georges Adéagbo, Eija-Liisa Ahtila, Katarzyna Kozyra, Lee Bul - Premio Unesco para la promoción de las Artes: Ghada Amer | Italia                                     |
| 47.ª    | 1997   | Germano Celant                  |                                              | - León de Oro Honorífico: Agnes Martin and Emilio Vedova - León de Oro para la mejor participación nacional (Pabellón): Francia Fabrice Hybert - Premio Internacional: Marina Abramovic y Gerhard Richter - Premio 2000 (young artist): Douglas Gordon, Pipilotti Rist, Rachel Whiteread - Premios Especiales: Thierry De Cordier, Marie-Ange Guilleminot, Ik-Joong Kang, Mariko Mori - Premio Casa de Risparmio Fundación: Tobias Rehberger - Premio Japonés: Alexandros Psychoulis - Premio Illycaffè: Sam Taylor-Wood                                                                 | Francia                                    |
| 46.ª    | 1995   | Jean Clair                      |                                              | - Premios Internacionales: León de Oro (Pintura) – Ronald Kitaj; León de Oro (Escultura) – Gary Hill. - León de Oro para la mejor participación nacional: Pabellón de Egipto. - Premio 2000 (Artista Joven): Kathy Prendergast. - Premios Especiales: Nunzio, Hiroshi Senju, Jehon Soo Cheon, Richard Kriesche. - Premio Adquisición Cassa di Risparmio Foundation: Ignacio Iturria. | Egipto                                     |
| 45.ª    | 1993   | Giovanni Carandente             |                                              | - Premio Internacional: León de Oro (Pintura) – Richard Hamilton (artista) y Antoni Tapies; León de Oro (escultura) – Robert Willson. - León de Oro para la mejor participación nacional: Pabellón de Alemania con Hans Haacke y Nam June Paik. - Premio 2000 (Artista Joden): Matthew Barney. - Premios Especiales: Louise Bourgeois, Ilja Kabakov, Joseph Kosuth y Jean Pierre Raynaud. - Premio Giulio Carlo Argan para la crítica: David Sylvester. - Premio Gian Tomaso Liverani: Eva Marisaldi. - Premio Fundación Marino Marini: Luca Quartana. - Premio Swatch: Yukinori Yanagi. | Alemania                                   |
| 44.ª    | 1990   | Giovanni Carandente             |                                              | - Premio Internacional: León de Oro – Giovanni Anselmo; León de Oro (Escultura) Bernd y Hilla Becher. - León de Oro para la mejor participación nacional: Pabellón de Estados Unidos con Jenny Holzer. - Premio 2000 (Artista Joven): Anish Kapoor. - Premio de la Cassa di Risparmio di Venezia: Giuseppe Pulvirenti. | Estados Unidos                             |
| 43.ª    | 1988   | Giovanni Carandente             |                                              | - Premio Internacional / León de Oro: Jasper Johns - León de Oro para la mejor participación nacional: - Premio 2000 (Premio a la Artista Joven): Barbara Bloom. | Italia                                     |
| 42.ª    | 1986   | Giovanni Carandente             |                                              | - Premio Internacional / León de Oro: Frank Auerbach and Sigmar Polke - León de Oro para la mejor participación nacional (Pabellón): French pavilion with Daniel Buren - Premio 2000 (Artistas Joven): Nunzio Di Stefano - León de Oro en memoria del escultor Fausto Melotti | Francia                                    |
| 41.ª    | 1984   | Maurizio Calvesi                |                                              | - En la 41.ª Bienal de Venecia de 1984 no hubo entrega de premios. |                                            |
| 40.ª    | 1982   | Sisto Dalla Palma               |                                              | - En la 40.ª Bienal de Venecia de 1982 no hubo entrega de premios. |                                            |
| 39.ª    | 1980   | Luigi Carluccio                 |                                              | - En la 39.ª Bienal de Venecia de 1980 no hubo entrega de premios. |                                            |
| 38.ª    | 1978   | Luigi Scarpa                    |                                              | - En la 38.ª Bienal de Venecia de 1978 no hubo entrega de premios. |                                            |
| 37.ª    | 1976   | Vittorio Gregotti               |                                              | - En la 37.ª Bienal de Venecia de 1976 no hubo entrega de premios. |                                            |
| 36.ª    | 1972   | Mario Penelope                  | Trabajo o Comportamiento                     | - En la 36.ª Bienal de Venecia de 1972 no hubo entrega de premios. |                                            |
| 35.ª    | 1970   | Umbro Apollonio                 |                                              | - En la 35.ª Bienal de Venecia de 1970 no hubo entrega de premios. |                                            |
| 34.ª    | 1968   | Gian Alberto Dell'Acqua         |                                              | - Gran Premio: Para el pintor británico Bridget Riley. Para el escultor francés Nicolas Schöffer. Para el grabador alemán Horst Janssen y los escultores Gianni Colombo y Pino Pascali. | Reino Unido · Francia · Alemania · Italia  |
| 33.ª    | 1966   | Gian Alberto Dell'Acqua         |                                              | - Gran Premio: Para el pintor argentino Julio Le Parc. Para el escultor danés Robert Jacobsen, Para el francés Étienne Martin y el grabador japonés Masuo Ikeda. Y para los pintores italianos Lucio Fontana, el escultor Alberto Viani y el grabador Ezio Gribaudo. | Argentina Dinamarca Francia Japón          |
| 32.ª    | 1964   | Gian Alberto Dell'Acqua         |                                              | - Gran Premio: American painter Robert Rauschenberg, Swiss sculptor Zoltan Kemeny, German draughtsman Joseph Fassbender, and Italians sculptor Andrea Cascella, sculptor Arnaldo Pomodoro, and etcher Angelo Savelli. | Estados Unidos · Suiza · Alemania · Italia |
| 31.ª    | 1962   | Gian Alberto Dell'Acqua         |                                              | - Gran Premio: Para el pintor francés Alfred Manessier, el escultor suizo Alberto Giacometti, grabador argentino Antonio Berni, y los pintores italiano Giuseppe Gapogrossi ex aequo con Ennio Morlotti, el escultor Aldo Calò ex aequo con Umberto Milani y el grabador Antonino Virduzzo. | Francia · Suiza · Argentina · Italia       |
| 33.ª    | 1960   | Gian Alberto Dell'Acqua         |                                              | - Gran Premio: French painter Jean Fautrier, German painter Hans Hartung, Italian painter Emilio Vedova, and Italian sculptor Pietro Consagra. | Francia · Alemania · Italia                |
| 29.ª    | 1958   | Gian Alberto Dell'Acqua         |                                              | - Gran Premio: American painter Mark Tobey, Spanish sculptor Eduardo Chillida, Brazilian etcher Fayga Ostrower, Italians painter Osvaldo Licini, sculptor Umberto Mastroianni, and etcher Luigi Spacal | Estados Unidos · España · Brasil · Italia  |
| 28.ª    | 1956   | Rodolfo Pallucchini             |                                              | - Gran Premio: Otorgado al pintor Jacques Villon, British sculptor Lynn Chadwick, Japanese etcher Shiko Munakata, Brazilian draughtsman Aldemir Martins, and Italians painter Afro, sculptor Emilio Greco, etcher Zoran Music, and draughtsperson Carlo Mattioli ex aequo with Anna Salvatore. | Francia · Reino Unido · Japón · Brasil     |
| 27.ª    | 1954   | Rodolfo Pallucchini             |                                              | - Gran Premio: Otorgado al pintor Max Ernst, otorgado al escultor francés Jean Arp, el grabador español Joan Mirò y el pintor italiano Giuseppe Santomaso, escultor Pericle Fazzini, y el grabador Paolo Manaresi con Cesco Magnolato. | Alemania · Francia · España · Italia       |
| 26.ª    | 1952   | Rodolfo Pallucchini             |                                              | - Gran Premio: Otorgado al pintor francés Raoul Dufy, otorgado al escultor estadounidense Alexander Calder, el grabador alemán Emil Nolde, el pintor italiano Bruno Cassinari con Bruno Saetti, el escultor Marino Marini y el grabador Toni Zancanaro. | Alemania · Estados Unidos · Italia         |
| 25.ª    | 1950   | Rodolfo Pallucchini             |                                              | - Gran Premio: French painter Henri Matisse, French sculptor Ossip Zadkine, Belgian etcher Frans Masereel, Italians painter Carlo Carrà, sculptor Marcello Mascherini ex aequo with Luciano Minguzzi, and etcher Giuseppe Viviani | Francia · Bélgica · Italia                 |
| 24.ª    | 1948   | Rodolfo Pallucchini             |                                              | - Gran Premio: Otorgado al pintor francés Georges Braque, otorgado al escultor británico Henry Moore, otorgado al grabador francés Marc Chagall, y el pintor italiano Giorgio Morandi, escultor Giacomo Manzù, y el grabador Mino Maccari | Francia · Reino Unido · Italia             |
| 23.ª    | 1942   | Antonio Maraini                 |                                              | - Gran Premio: Otorgado al pintor Arthur Kampf, otorgado al escultor suizo Charles Otto Bänninger, otorgado al grabador sueco Stif Borglind, y el pintor italiano Alberto Salietti, escultor Francesco Messina y el grabador Luigi Bartolini | Hungría · Suiza · Suecia · Italia          |
| 22.ª    | 1940   | Antonio Maraini                 |                                              | - Gran Premio: Otorgado al pintor húngaro Vilmos Aba Novàk. Otorgado al escultor alemán sculptor Arno Breker. Otorgado al grabador belga Maurice Brocas. Otorgado al pintor italiano Felice Carena, otorgado al escultor Guido Galletti y al grabador italiano Marcello Boglione. | Hungría · Alemania · Bélgica · Italia      |
| 21.ª    | 1938   | Antonio Maraini                 |                                              | - Gran Premio: Otorgado al pintor español Ignacio Zuloaga. Otorgado al escultor suizo Herman Hubacher. Otorgado al grabador británico Blair Hughes-Stanton y al pintor italiano Felice Casorati, el escultor italiano Venanzio Crocetti y el grabador Mario Delitala. | España · Suiza · Reino Unido · Italia      |
| 20.ª    | 1936   | Antonio Maraini                 |                                              | - En la 20.ª Bienal de Venecia de 1936 no hubo entrega de premios hasta la entrega del 1.º Gran Premio en la 21.ª Bienal de Venecia del año 1938. |                                            |
| 19.ª    | 1934   | Antonio Maraini                 |                                              | - En la 19.ª Bienal de Venecia de 1934 no hubo entrega de premios hasta la entrega del 1.º Gran Premio en la 21.ª Bienal de Venecia del año 1938. |                                            |
| 18.ª    | 1932   | Antonio Maraini                 |                                              | - En la 18.ª Bienal de Venecia de 1932 no hubo entrega de premios hasta la entrega del 1.º Gran Premio en la 21.ª Bienal de Venecia del año 1938. |                                            |
| 17.ª    | 1930   | Antonio Maraini                 |                                              | - En la 17.ª Bienal de Venecia de 1930 no hubo entrega de premios hasta la entrega del 1.º Gran Premio en la 21.ª Bienal de Venecia del año 1938. |                                            |
| 16th    | 1928   | Antonio Maraini                 |                                              | - En la 16.ª Bienal de Venecia de 1928 no hubo entrega de premios hasta la entrega del 1.º Gran Premio en la 21.ª Bienal de Venecia del año 1938. |                                            |
| 15th    | 1926   | Vittorio Pica                   |                                              | - En la 15.ª Bienal de Veneciade 1926 no hubo entrega de premios hasta la entrega del 1.º Gran Premio en la 21.ª Bienal de Venecia del año 1938. |                                            |
| 14th    | 1924   | Vittorio Pica                   |                                              | - En la 14.ª Bienal de Veneciade 1924 no hubo entrega de premios hasta la entrega del 1.º Gran Premio en la 21.ª Bienal de Venecia del año 1938. |                                            |
| 13th    | 1922   | Vittorio Pica                   |                                              | - En la 13.ª Bienal de Veneciade 1922 no hubo entrega de premios hasta la entrega del 1.º Gran Premio en la 21.ª Bienal de Venecia del año 1938. |                                            |
| 12th    | 1920   | Vittorio Pica                   |                                              | - En la 12.ª Bienal de Veneciade 1920 no hubo entrega de premios hasta la entrega del 1.º Gran Premio en la 21.ª Bienal de Venecia del año 1938. |                                            |
| 11.ª    | 1914   | Antonio Fradeletto              |                                              | - En la 11.ª Bienal de Veneciade 1914 no hubo entrega de premios hasta la entrega del 1.º Gran Premio en la 21.ª Bienal de Venecia del año 1938. |                                            |
| 10.ª    | 1912   | Antonio Fradeletto              |                                              | - En la 10.ª Bienal de Veneciade 1912 no hubo entrega de premios hasta la entrega del 1.º Gran Premio en la 21.ª Bienal de Venecia del año 1938. |                                            |
| 9.ª     | 1910   | Antonio Fradeletto              |                                              | - En la 9.ª Bienal de Veneciade 1910 no hubo entrega de premios hasta la entrega del 1.º Gran Premio en la 21.ª Bienal de Venecia del año 1938. |                                            |
| 8.ª     | 1909   | Antonio Fradeletto              |                                              | - En la 8.ª Bienal de Veneciade 1909 no hubo entrega de premios hasta la entrega del 1.º Gran Premio en la 21.ª Bienal de Venecia del año 1938. |                                            |
| 7.ª     | 1907   | Antonio Fradeletto              |                                              | - En la 7.ª Bienal de Veneciade 1907 no hubo entrega de premios hasta la entrega del 1.º Gran Premio en la 21.ª Bienal de Venecia del año 1938. |                                            |
| 6.ª     | 1905   | Antonio Fradeletto              |                                              | - En la 6.ª Bienal de Venecia de 1905 no hubo entrega de premios hasta la entrega del 1.º Gran Premio en la 21.ª Bienal de Venecia del año 1938. |                                            |
| 5.ª     | 1903   | Antonio Fradeletto              |                                              | - En la 5.ª Bienal de Venecia de 1903 no hubo entrega de premios hasta la entrega del 1.º Gran Premio en la 21.ª Bienal de Venecia del año 1938. |                                            |
| 4.ª     | 1901   | Antonio Fradeletto              |                                              | - En la 4.ª Bienal de Venecia de 1901 no hubo entrega de premios hasta la entrega del 1.º Gran Premio en la 21.ª Bienal de Venecia del año 1938. |                                            |
| 3.ª     | 1899   | Antonio Fradeletto              |                                              | - En la 3.ª Bienal de Venecia de 1899 no hubo entrega de premios hasta la entrega del 1.º Gran Premio en la 21.ª Bienal de Venecia del año 1938. |                                            |
| 2.ª     | 1897   | Antonio Fradeletto              |                                              | - En la 2.ª Bienal de Venecia de 1897 no hubo entrega de premios hasta la entrega del 1.º Gran Premio en la 21.ª Bienal de Venecia del año 1938. |                                            |
| 1.ª     | 1895   | Antonio Fradeletto              |                                              | - En la 1.ª Bienal de Venecia de 1895 no hubo entrega de premios hasta la entrega del 1.º Gran Premio en la 21.ª Bienal de Venecia del año 1938. |                                            |